# Prijeradi
Prijeradi su naselje u Boki kotorskoj, u općini Kotor. 

## Stanovništvo

### Nacionalni sastav po popisu 2003.[1]
- Srbi - 14
- Crnogorci - 7
- nepoznato - 2